# Комбінована мисливська зброя
Відмінності комбінованих рушниць у кількості стволів і їх розміщення. Найпопулярнішими є трьохствольні рушниці, а за ними двоствольні. Також є екзотичні види рушниць із чотирма стволами.
Звичайна комбінація двохстволок складається із гладкого і нарізного стволів, розміщення їх буває двох видів — це горизонтальне, називається «бюксфлінт» і вертикальне з назвою «бокбюксфлінт». Застосування нарізних стволів передбачає використання потужних патронів. Такий ствол, при вертикальному розташуванні, стає нижнім. Горизонтальне розташування розміщує нарізний ствол з лівого боку.
Класична трьохствольна рушниця являє собою в верхній парі два гладких ствола з різним калібром: дванадцятим, шістнадцятим або двадцятим, нижній ствол, як правило, встановлюється нарізний. Рушниці з наявністю чотирьох стволів мають різне поєднання гладких і нарізних стволів.

## Використання комбінованої зброї
Використовуючи комбіновану рушницю на полюванні, слід пам'ятати, що кожен ствол такої зброї має свою балістичну характеристику. Тому, застосовуючи прицільний пристрій, слід мати налаштування кожного з трьох стволів. Точність пострілу з гладкого ствола забезпечують мушка і прицільна планка. Стріляючи з нарізного ствола, застосовується підйомний цілик. Можна використовувати оптику або кільцевий приціл. Одночасне застосування всіх цих прицілів для нарізних і гладких стволів неможливе. Якщо у вас тристволка, а двійник має вертикальне розташування стволів, то постріл із гладкого ствола при піднятому цілику може призвести до промаху, заряд піде вище цілі. Проводячи стрілянину з нарізного ствола, не піднімаючи цілика, що для трехствольное рушниці це, практично, неможливо, в цьому випадку куля пройде нижче мети. Застосування оптичного прицілу дасть позитивні результати тільки при стрілянині зі ствола, до якого приціл пристрілювався.
Комбіновані рушниці перевершують інші, задовольняючи запити найвимогливіших мисливців. Застосування такої рушниці стає можливим на будь-якому типі полювання. Якщо ж полювання проводиться тільки на дрібну дичину, то не варто його застосовувати, краще обійтися звичайною гладкоствольною рушницею. Загальна рекомендація до застосування комбінованих рушниць — це не використовувати їх в горах, через можливу небезпеку пошкодження стволів від випадкового удару об каміння, оскільки стінки стволів таких рушниць дещо тонші від звичайних.
Негативним фактором триствольних рушниць є їх надмірна вага і відсутність магазина. Застосуванням нових видів пороху і високоміцної сталі дозволило, не погіршуючи бою, зменшити товщину стінок стволів, виводячи такі рушниці на той же рівень, що і всі інші моделі сучасних рушниць.